# Rock-A-Field
Rock-A-Field (of kortweg RAF) was een muziekfestival dat tussen 2006 en 2016 jaarlijks gehouden werd in Roeser in het zuiden van Luxemburg. Het festival telde aanvankelijk één dag, vanaf 2012 twee dagen en in 2014 en 2015 drie dagen. Het vond eind juni plaats en de laatste twee edities in begin juli. Het festival trok jaarlijks tussen 14.000 en 18.000 bezoekers. Eind 2016 maakte de organisatie bekend dat er geen editie in 2017 zal plaatsvinden. Ook in 2018 keerde het festival niet meer terug.

## Edities
| Jaar | Datum         | Bezoekers | Artiesten |
| ---- | ------------- | --------- | --- |
| 2006 | 25 juni       | 14.000    | Placebo, Franz Ferdinand, Mando Diao, Silbermond                                                                                      |
| 2007 | 24 juni       | 14.000    | The Killers, Queens of the Stone Age, Billy Talent, The Hives                                                                         |
| 2008 | 21 juni       | 9.000     | The Kooks, The Verve, Anti-Flag, Mando Diao                                                                                           |
| 2009 | 28 juni       | 17.000    | Kings of Leon, Franz Ferdinand, Razorlight, Peter Fox, Eagles of Death Metal, Papa Roach                                              |
| 2010 | 27 juni       | 18.000    | Pendulum, The Prodigy, 30 Seconds to Mars, Deftones, Kasabian, Biffy Clyro                                                            |
| 2011 | 26 juni       | 14.000    | Volbeat, Arctic Monkeys, The Wombats, Arcade Fire, Elbow, Bullet for My Valentine                                                     |
| 2012 | 23-24 juni    | 18.000    | Motörhead, Mastodon, Snow Patrol, Lostprophets, Mumford & Sons, Dropkick Murphys, Billy Talent, Biffy Clyro, The Kooks, Triggerfinger |
| 2013 | 29-30 juni    | ?         | Volbeat, Queens of the Stone Age, Of Monsters and Men, The Script, Tame Impala                                                        |
| 2014 | 27-28-29 juni | ?         | 30 Seconds to Mars, Sportfreunde Stiller, Triggerfinger, Alice in Chains, Alter Bridge, White Lies, Kings of Leon, The Hives          |
| 2015 | 3-4-5 juli    | 14.000    | Bastille, Balthazar, Eagles of Death Metal, Muse, Nothing But Thieves, Rise Against, Wu-Tang Clan, alt-J                              |
| 2016 | 9-10 juli     | 8.000     | Bring Me the Horizon, Parov Stelar, Gogol Bordello, Pixies, Steve Aoki, Deichkind                                                     |